# Маппсбург (Вірджинія)
Маппсбург (англ. Mappsburg) — переписна місцевість (CDP) в США, в окрузі Аккомак штату Вірджинія. Населення — 51 особа (2020).

## Географія
Маппсбург розташований за координатами 37°34′50″ пн. ш. 75°45′18″ зх. д. / 37.58056° пн. ш. 75.75500° зх. д. (37.580467, -75.754901).  За даними Бюро перепису населення США в 2010 році переписна місцевість мала площу 5,87 км², з яких 5,87 км² — суходіл та 0,00 км² — водойми.

## Демографія
Згідно з переписом 2010 року, у переписній місцевості мешкало 60 осіб у 25 домогосподарствах у складі 19 родин. Густота населення становила 10 осіб/км².  Було 28 помешкань (5/км²).
Расовий склад населення:
| - 80,0 % — білих - 18,3 % — чорних або афроамериканців |

До двох чи більше рас належало 1,7 %. Частка іспаномовних становила 0,0 % від усіх жителів.
За віковим діапазоном населення розподілялося таким чином: 23,3 % — особи молодші 18 років, 66,7 % — особи у віці 18—64 років, 10,0 % — особи у віці 65 років та старші. Медіана віку мешканця становила 35,7 року. На 100 осіб жіночої статі у переписній місцевості припадало 71,4 чоловіків;  на 100 жінок у віці від 18 років та старших — 76,9 чоловіків також старших 18 років.
Цивільне працевлаштоване населення становило 28 осіб. Основні галузі зайнятості: освіта, охорона здоров'я та соціальна допомога — 46,4 %, публічна адміністрація — 35,7 %, науковці, спеціалісти, менеджери — 17,9 %.